# Pedro de Zúñiga (m. 1453)
Pedro de Zúñiga (Valladolid, c. 1383 - Valladolid, 1453). Fue un noble castellano de la Casa de Zúñiga, con el título de ricohombre. Era hijo de Diego López de Zúñiga, señor de Frías y de Béjar y alguacil y justicia mayor del rey, y de Juana García de Leyva.
Fue I conde de Ledesma y I conde de Plasencia y señor de Béjar, Miranda del Castañar, Cáceres, Trujillo, Curiel, Candeleda, Olvera, la Puebla de Santiago, y otras villas. Y también fue justicia mayor del rey, capitán general de la frontera de Navarra y de Écija, alcalde mayor de Sevilla y del reino de Murcia y alcaide del castillo de Burgos.
Los cronistas de su época caracterizan a Pedro como señalado caballero, singular varón, animoso y esforzado en su persona, que por su mucho valer y grandes merecimientos fue muy apreciado por el rey Juan II de Castilla y por su hijo el príncipe de Asturias Enrique IV.Otros cronistas lo caracterizan como hombre de buen seso, de pocas palabras, caballero esforzado, valiente, perseverante, bondadoso, justo, amante de las artes y de las ciencias, y que se rodeaba de hombre de méritos.

## Filiación
Era hijo de Diego López de Zúñiga y de Juana García de Leyva. Su padre fue corregente de Castilla, miembro del consejo del regente, justicia mayor y alguacil mayor de Castilla, I señor de Béjar, Monterrey, Baides, Bañares, Zúñiga, Mendavía y otras villas más, y su madre era hija de Sancho Martínez de Leiva, vasallo del rey de Castilla y del rey de Inglaterra, y de su esposa la princesa Isabel, hija del rey Eduardo III de Inglaterra.
Pedro se casó en 1407 con Isabel Elvira de Guzmán y Ayala, III señora de Gibraleón, hija de Alvar Pérez de Guzmán, II señor de Gibraleón, y de su mujer Elvira de Ayala. Las capitulaciones matrimoniales fueron otorgados por su padre Diego López de Estúñiga, I señor de Béjar, y por Elvira de Ayala, viuda de Alvar Pérez de Guzmán, II señor de Gibraleón, padres de Isabel, el 26 de junio de 1395. Por bula del 11 de julio de 1402 de Benedicto XIII obtuvieron la dispensa de consanguinidad, por ser parientes de 4.º grado. Isabel de Guzmán y Ayala otorgó por escritura del 9 de agosto de 1407 la donación de la villa de Olvera (Cádiz), en concepto de dote, a su marido Pedro. Tuvieron en su matrimonio varios hijos: Álvaro, su primogénito, II conde de Plasencia, I duque de Plasencia, I duque de Béjar, I conde de Bañares, Diego López de Zúñiga, conde de Miranda del Castañar, Elvira esposa de Juan Alonso Pimentel, conde de Mayorga, y viuda casada con Pedro Álvarez Osorio, I conde de Trastámara, III conde de Villalobos, Juana e Isabel, monjas.

## Regencia del infante Fernando, durante la minoría de edad del rey Juan II de Castilla
Pedro era un niño de siete años de edad cuando tuvo que servir de prenda para el cumplimiento de los acuerdos tomados en las cortes de 1392 celebradas en Burgos. Pedro, alcalde mayor de Sevilla desde 1407, que por su casamiento es señor de Gibraleón, y como tal dueño de este oficio, toma parte con su hueste extremeña y sevillana junto con el ejército del regente de Castilla, el Infante Fernando, en la campaña de Setenil y hace sus primeras armas en el asedio de Setenil de octubre a noviembre de 1407. Conquista en 1407 Cañete, cerca de Olvera y en Ayamonte, (provincia de Huelva), el castillo de Ayamonte, situado en las afueras de la villa. El rey Juan II (r. 1406-1454) le dio este castillo en recompensa. Pedro, acompañado de su hermano Íñigo, repasa con su hueste talando huertas y viñas en la tierra de Ronda y en la Vega de Granada. Participa en la toma de Antequera (1410), librada por el infante Fernando, llamado desde entonces Fernando de Antequera.
A mediados de 1416 su padre lo envía a Sevilla para que obtenga la gobernación de la ciudad. Fue nombrado en 1417 corregidor de Sevilla Ortun Velásquez, para que favorezca las pretensiones de Pedro, pero el corregimiento no le fue concedido. El rumor sobre los amores ilícitos de Alonso Pérez de Guzmán, señor de Ayamonte, esposo de Leonor hermana de Pedro, con Mencia de Figueroa, que aunque comenzaron antes de su matrimonio y en la que tenía hijos, no cesaba en el afecto que le tenía, lo que hizo de ellos dos furiosos contrayentes, además ambos eran alcaldes mayores de Sevilla. Estalló en 1416 una lucha abierta entre los dos bandos y surgieron atropellos y la sangre corrió en abundancia. Pero en 1418 ambos contrayentes se unieron en la enemistad contra Pedro Ponce de León, V señor de Marchena.

## Reinado de Juan II
El rey Juan II alcanzó la mayoría de edad al cumplir los 14 años en marzo de 1419. El infante Enrique de Aragón, hijo del rey Fernando I de Aragón, con su hueste se apoderó del palacio real de Tordesillas y el 14 de julio de 1420 de la persona del rey Juan II, su primo hermano. Este golpe de Estado dio comienzo a las guerras civiles durante el reinado de Juan II. Después del golpe de Tordesillas, abandonan Olmedo y tienen que buscar refugio seguro Pedro de Zúñiga y Sancho de Rojas, arzobispo de Toledo, partidarios ambos del rey Juan II. Estimulados por cartas del rey escritas en Montalbán, Pedro moviliza sus tropas en noviembre de 1420, así como también lo hacen el infante Juan de Aragón, Sancho de Rojas y otros partidarios más. Álvaro de Luna, quién había asumido a una gran posición en el gobierno del rey, se ofrece como mediador de la discordia de la casa real. Lo cual lo logra en el alarde en el Espinar el 13 de septiembre de 1421. El infante Enrique licencia a su ejército. Álvaro de Luna continúa con una política estratégica de gobernar como válido del rey y fortalecer su poder personal. El infante Enrique fue tomado preso el 14 de junio de 1422.
El rey Juan II confirma a Pedro de Zúñiga el oficio de alcalde mayor de Sevilla por privilegio real del 11 de abril de 1420 . Por privilegio rodado del 5 de junio de 1420 le confirma el trueque hecho por su padre el rey Enrique III con Diego López de Estúñiga, I señor de Béjar, de la villa de Béjar por la de Frías, y por privilegio rodado del 29 de junio de 1420 le confirma los oficios palatinos de alguacil mayor y justicia mayor de Castilla, que su padre el rey Enrique III le hizo el 15 de noviembre de 1401 a Diego López de Estúñiga, padre de Pedro.
Después de la toma del castillo de Jódar, acaecida el 14 de agosto de 1422, el gobierno de Castilla se compone de nueve miembros. Uno de ellos es Pedro de Zúñiga. Los miembros del gobierno de Castilla firmaron la sentencia de prisión del infante Enrique de Aragón y se repartieron sus riquezas arrebatadas. Pedro recibió el señorío de Candeleda, por privilegio real del 6 de septiembre de 1423 las heredades que poseía Ruy López Dávalos, condestable que fue de Castilla, situadas en la Puebla de Alcocer, Badajoz, y en sus términos. así como los bienes confiscados a Garcí Manrique. Álvaro de Luna, ya valido del rey, fue nombrado el 10 de diciembre de 1423 condestable de Castilla. Su pariente Alfonso de Estúniga, llevó las cartas protocolarias del rey castellano al rey Alfonso V de Aragón en febrero de 1424. El infante, el futuro rey Enrique IV, nació en Valladolid el 5 de enero de 1425, siendo padrino de bautizo Álvaro de Luna. El rey Alfonso V de Aragón, primo del rey Juan II de Castilla, amenaza entrar en Castilla, si no se da libertad al infante Enrique de Aragón. Pedro de Zúñiga y otros antiguos amigos del rey Enrique III de Castilla sospechan las verdaderas intenciones del rey aragonés e impiden las negociaciones. Por el tratado de la Torre de Arciel del 3 de septiembre de 1425 recobra el infante Enrique su libertad y sus señoríos. El rey Juan II por carta del 23 de noviembre de 1425 le concede perdón a Pedro, a sus amigos y parientes, por haber libertado de la prisión al infante Enrique de Aragón.
Pedro y la casa de Zúñiga toman partido por el infante Juan de Aragón, hermano del infante Enrique, quien a la muerte del rey Carlos III de Navarra acaecida el 7 de septiembre de 1425 fue proclamado rey de Navarra. Los infantes de Aragón Juan, Enrique y Pedro entraron en la liga nobiliaria compuesta por el sector principal de la nobleza, especialmente los Zúñigas, Velascos, Manriques y Mendozas, para dominar el consejo real y eliminar a Álvaro de Luna como válido del rey Juan II de Castilla. La sentencia del destierro de Álvaro de Luna fue dada el 4 de septiembre de 1425. Pedro ajusticia por orden del rey Juan II a los regidores Vélez y Tamayo que capitaneaban la oposición. Álvaro de Luna recobra el poder por desunión de sus rivales en la reconciliación del 30 de enero de 1428. El rey Juan II de Castilla ofrece a Álvaro de Luna en enero de 1430 la administración de la Orden de Santiago. El gobierno del válido Álvaro de Luna durará hasta el 1437.
La expulsión de Castilla del rey Juan de Navarra fue considerada por su hermano el rey Alfonso V de Aragón como una ofensa. En agosto de 1429 entraron al reino de Aragón los ejércitos del rey Juan II de Castilla, del condestable Álvaro de Luna, de Pedro de Zúñiga, justicia mayor de Castilla, y de otros grandes de Castilla. El rey Juan II asentó su real sobre la villa de Ariza, donde después de una lucha se conquistó el castillo. No se llegó a una batalla con los aragoneses, por lo que al cabo de unos días el rey Juan II ordenó la retirada, dejando la frontera defendida. El ejército castellano regresó el 31 de agosto de 1429 a Peñafiel para asegurar la fortaleza. Los reyes de Castilla y Aragón firmaron el 15 de julio de 1430 en la villa de Mojano una tregua de cinco años.
El consejo real en su sesión del 17 de febrero de 1430 dispone de señoríos y bienes a una oligarquía, que en adelante aspirará a más poder. Pedro recibió por privilegio real del 8 de diciembre de 1429 de Juan II la villa de Ledesma con el título de I conde de Ledesma. así como la villa de Candeleda. El rey Juan II de Castilla ordena por cédula del 20 de marzo de 1430 al consejo de Ledesma, La Rioja, recibir con pleito homenaje a Pedro de Zúñiga, II señor de Béjar, conde de Ledesma, como su señor natural, levantándose el homenaje que se tenía prestado a la reina Leonor de Aragón. El infante Enrique de Aragón por escritura del 6 de noviembre de 1439 renuncia a favor de Pedro de Zúñiga, conde de Ledesma del derecho que pudiera tener a la villa de Ledesma.
Las bodas del condestable Álvaro de Luna, ya viudo, con su segunda esposa Juana Pimentel, hija del conde de Benavente, celebradas en Palencia el 27 de enero de 1431 sirvieron de pretexto para afirmar la reconciliación del Condestable con la oligarquía nobiliaria, compuesta por los miembros destacados de los linajes de Luna, Manrique, Enríquez, Pimentel, Zúñiga, Velasco, Mendoza, Carrillo, Toledo y Guzmán.

### La guerra de Granada del 1430 al 1439

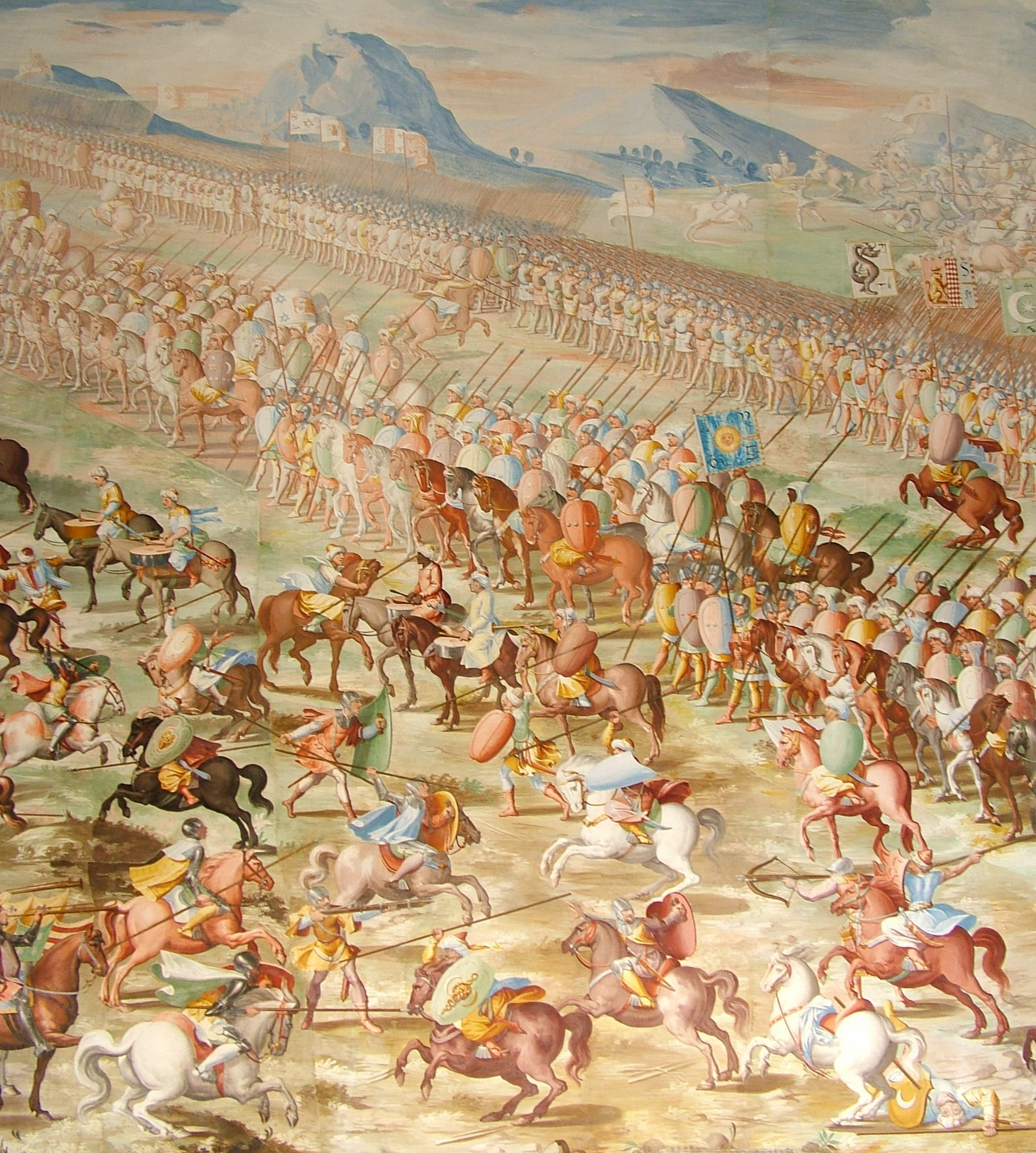
Batalla de La Higueruela (detalle). Sala de Batallas del monasterio de El Escorial.

El válido Álvaro de Luna decidió reanudar la lucha contra el reino de Granada, para castigar al Emir Muhammed IX "el Zurdo". La guerra se inició en el otoño de 1430, librándose escaramuzas en la frontera con los moros. En enero de 1431 las Cortes de Palencia otorgaron el subsidio necesario para la guerra. En junio los ejércitos del rey y de los grandes de Castilla al mando del rey Juan II cruzó la frontera y se instaló el real en la Vega de Granada, al pie de la sierra Delvira, en la aldea de Atarfe a una legua de Granada el 29 de junio.
Pedro toma parte con su hueste y acompañado de sus hermanos Diego, Íñigo Ortiz y Gonzalo, obispo de Jaén, y de los hijos de Gonzalo, en el ejército unido del rey Juan II de Castilla. El domingo 1.º de julio de 1431 fue sorprendido por los moros Luis de Guzmán, maestre de Calatrava, quien tenía la guarda del real. El rey Juan II le envió en socorro los ejércitos de Pedro, conde de Ledesma, Enrique de Guzmán, conde de Niebla, y de García Fernández Manrique, conde de Castañeda. La llamada batalla de La Higueruela (1 de julio de 1431) comenzó a desarrollarse y los ejércitos castellanos lograron tras sangrienta lucha la derrota del ejército moro del emir Mohammed IX "el Zurdo".Pedro y su hueste fueron conocidos como guerreros esforzados valientes y bien disciplinados, que luchaban y conquistaban lo que Pedro les mandaba. La guerra de Granada de este decenio fue abundante en encuentros bélicos y victoriosos para los castellanos, logrando el retroceso de la frontera en toda su extensión.

### La oposición de la Liga Nobiliaria
Pedro de Zúñiga participó a los desposorios del príncipe de Asturias, el futuro rey Enrique IV, con la infanta Blanca de Navarra, hija del rey Juan II de Aragón y Navarra, celebrados el 12 de marzo de 1437 en Alfaro. Los contrayentes tenían 12 años de edad. A principio del año 1437 el trío oligárquico, compuesto por Pedro Manrique de Lara, adelantado mayor de León, Fadrique Enríquez, almirante de Castilla, y Pedro de Estúñiga, conde de Ledesma, cabezas de importantes y ricos linajes, adoptó una abierta actitud crítica contra el desbordante poder de Álvaro de Luna, condestable de Castilla y válido del rey Juan II. Álvaro de Luna ordena en febrero de 1437 la prisión del adelantado Pedro Manrique, quién ocupaba desde el año 1430 el segundo puesto en el consejo real. Pedro Manrique fue capturado el 13 de agosto de 1437. 
Con la ayuda de Álvaro de Zúñiga, primogénito de Pedro de Zúñiga, logró Pedro Manrique su fuga en la noche del 20 al 21 de agosto de 1438. El trío conspirador prepara la rebelión contra Álvaro de Luna. Pedro asistido por muchos sevillanos libró a principios de 1438 escaramuzas con los moros en la frontera de Écija. Pedro abandona a fines de 1438 la frontera y con su gente de guerra llega a Rioseco, Burgos, después de atravesar Extremadura sin lucha. Su hermano Íñigo Ortiz de Zúñiga, mariscal de Castilla, toma Valladolid en la segunda quincena de marzo de 1439. En el acuerdo de Renedo en mayo de 1439 decide el príncipe de Asturias Enrique restablecer la liga nobiliaria. Se reunieron en Tordesillas en junio de 1439 con el rey Juan II de Castilla, los infantes de Aragón, Enrique y Pedro, el condestable Álvaro de Luna, Pedro de Zúñiga, conde de Ledesma, y los otros miembros de la liga nobiliaria. Se nombró mediador a Pedro Fernández de Velasco, conde de Haro, quien más tarde escribió la crónica "El Seguro de Tordesillas". En el seguro de Tordesillas juraron por escritura del 19 de junio de 1439 Pedro de zúñiga, conde de Ledesma, Pedro de Castilla, obispo de Osma, Sancho de Rojas, obispo de Astorga, Luis de la Cerda, conde de Medinaceli y otros nobles, aceptar lo que determinasen el rey de Navarra y el infante Enrique, para que cesasen los disturbios del reino. El rey Juan II de Castilla autoriza por cédula del 27 de junio de 1439 al conde de Haro conceder seguro a Pedro de Zúñiga y a su gente de guerra. Pedro con sus tropas ya acantonadas en Valladolid, marcha a Roa y libra una escaramuza en las afueras de Roa el 27 de junio de 1439. A raíz de esta victoria se le une el ejército del rey Juan de Navarra, y el válido Álvaro de Luna sin ayuda capitula. Se acuerda el 22 de octubre de 1439 entre otros ítems, no ejercer derecho ni reclamación alguna sobre villas o bienes dados al mariscal Íñigo Ortiz de Zúñiga. El rey Juan II por provisión del 4 de agosto de 1440 aprueba la conducta seguida por Pedro de dejar la frontera que separa a los cristianos del reino de Granada con intención de sofocar y pacificar los alborotos suscitados en Valladolid y en otras ciudades del reino.
Los jefes de los clanes oligárquicos de Castilla, miembros de la liga nobiliaria Fadrique Enríquez, almirante de Castilla, Pedro Fernández de Velasco, conde de Haro, Pedro de Zúñiga, conde de Ledesma, Rodrigo Alonso Pimentel, conde de Benavente, Pedro Manrique, adelantado mayor de León, Íñigo López de Mendoza y Enrique, infante de Aragón, maestre de Santiago, celebran un pacto el 30 de enero de 1440 con María, reina de Castilla y Juan, rey de Navarra, por el cual se prometen y se obligan en servicio del rey Juan II de Castilla a ser buenos y leales amigos entre sí. En la capitulación del rey ante la Liga del 22 de marzo de 1440, el Rey se obliga en adelante a amar y guardar los 3 estados (nobleza, iglesia y fueros). Las cortes publican en septiembre de 1440 un programa extenso, donde se reconoce y se redefinen las labores de los órganos de la monarquía, los cuales son el consejo real, la audiencia y la cortes.
Pedro participó a las bodas del príncipe de Asturias, Enrique, el futuro Enrique IV de Castilla, con la infanta Blanca de Navarra, hija del rey Juan II de Aragón y Navarra, que se celebraron con gran pompa en Valladolid el 15 de septiembre de 1440. El rey Juan II por privilegio otorgado el 22 de octubre de 1440 le hace merced a Pedro de Estúñiga por juro de heredad con título de condado la ciudad de Trujillo, Cáceres, en compensación por la de Ledesma, La Rioja. y por real cédula del 4 de noviembre de 1440 confirma haber dado a Pedro de Estúñiga por juro de heredad la villa de Trujillo con el título de conde y los lugares de Cañamero y Berzocana (Cáceres) a cambio del condado de Ledesma, el cual es restituido al infante Enrique de Aragón en 1440. Trujillo se opone por fuerza armada a que la enajenasen de la Corona. Gómez González de Carvajal, alcaide de la fortaleza de Trujillo, y Juan de Sotomayor, maestre de la Orden de Alcántara, ayudan y animan a la ciudad de Trujillo a su resistencia. El rey Juan II, de quien los cronistas decían: “Nunca tuvo color ni sabor de rey”, escribe una carta a la ciudad de Trujillo dada en Ávila el 26 de febrero de 1441 culpando a Pedro de Estúñiga, al rey de Navarra y al infante Enrique de los levantamientos y ofensas.

### La guerra civil del 1441 al 1443
Los miembros de la liga de la nobleza compuesta por el almirante, Fadrique Enríquez, el conde de Benavente, Juan Alonso Pimentel y el conde de Ledesma, Pedro de Zúñiga, firmaron un manifiesto a las ciudades en Arévalo el 21 de enero de 1441, buscando su apoyo contra la contraofensiva de Álvaro de Luna y enviaron un cartel de desafió a Álvaro de Luna. El rey Juan II ordenó ese mismo día a las ciudades hacer la guerra a los nobles rebeldes. En abril de 1441 Pedro, conde de Ledesma, y sus parientes soportaron pérdidas en Extremadura ocasionadas por el maestre de Alcántara Gutierre de Sotomayor. En esta guerra civil las fuerzas reales conducidas por el rey Juan II y por su válido Álvaro de Luna libran escaramuzas con las fuerzas de la nobleza entre el 2 al 8 de junio de 1441. En Medina los partidarios de la nobleza facilitan la entrada al ejército del rey de Navarra en la noche del 28 al 29 de junio de 1441. La sorpresa originó una total confusión. Ante esta superioridad de armas el arzobispo de Sevilla, Alonso Pérez de Vivero, y el conde de Alba, Fernán Álvarez de Toledo, partidarios del válido Álvaro de Luna, se rinden y el válido huye. En la sentencia de Medina del 10 de julio de 1441 se ordena el destierro de Álvaro de Luna de Castilla por 6 años. Las cortes se depuran de los partidarios del válido, se reorganiza el consejo real, que estará compuesto por tres Grandes, dos Prelados, dos Caballeros y cuatro Doctores, se decide dar ayuda a la reina de Portugal, prima del rey Juan II, a recuperar su trono. La victoria de la nobleza solo sirvió para satisfacer una simple sustitución de facciones sin establecer un régimen político oligárquico estable sobre una base jurídica.

#### Conde de Plasencia (1442)
En compensación de las villas de Ledesma y Trujillo, el rey Juan II y la reina María prometen y aseguran, por escritura de 23 de diciembre de 1441, dar a Pedro la villa de Plasencia con el título de conde de Plasencia. El rey y la reina mandan por escritura de 1 de enero de 1442 al consejo de la villa de Plasencia que reciban y obedezcan como a su señor natural a Pedro de Zúñiga, que en virtud de la merced que el rey le ha hecho es conde y señor de ella. Por escritura de 1 de enero de 1442 se da testimonio de la posesión de la ciudad de Plasencia y sus términos por el conde de Plasencia Pedro de Estúñiga.
En el curso del siglo XV los municipios pierden su libertad administrativa, sustituida por estados señoriales muy potentes, como los Zúñiga, pero sin modificar en nada el género de vida de las ciudades. El válido Álvaro de Luna suscitó a los Zúñigas un terrible rival en el control de Salamanca y preponderancia en Extremadura al hacer elevar por el rey Juan II de Castilla en 1439 al condado de Alba de Tormes a Fernán Álvarez de Toledo.

### Intervención del rey Juan II de Aragón y Navarra
En el golpe de Estado de Rámaga del 9 de julio de 1443, el rey Juan II de Aragón y Navarra, consiguió la expulsión definitiva de los partidarios del válido, exigió restablecer la liga nobiliaria en el gobierno y convirtió al rey Juan II de Castilla en su prisionero. La nobleza se dio cuenta, que con este golpe de Estado, era una ficción creer, que el rey de Aragón y Navarra y los infantes de Aragón deseaban imponer un régimen jurídico de la nobleza. Pedro de Zúñiga, ya conde de Plasencia, sus hijos Álvaro y Diego, así como Pedro Fernández de Velasco, conde de Haro, y su hermano Fernando, firman el 21 de septiembre de 1443 una confederación para librar al rey Juan II de la opresión en que se hallaba, prometiéndose ayuda mutua hasta ver al rey libre y apaciguado el reino. El rey Juan II de Aragón y Navarra era hijo del rey Fernando I de Aragón, "el de Antequera”, y de la reina consorte Leonor de Alburquerque. De su primer matrimonio con la princesa Blanca de Navarra nació Carlos, príncipe de Viana, y de su segundo matrimonio con Juana Enríquez, hija del almirante I de Castilla, Alonso Enríquez, el futuro rey Fernando II de Aragón “el Católico".
Pedro de Zúñiga recluta a fines de 1443 tropas en Burgos, donde él poseía la tenencia del castillo, las une a las del conde de Haro, a las del conde de Castañeda, a las del príncipe de Asturias, Enrique, y a las del válido Álvaro de Luna, quienes se oponen al rey Juan II de Aragón y Navarra y a los infantes de Aragón. El válido fue llamado por intervención del obispo Barrientos. En la inesperada batalla de Olmedo (19 de mayo de 1445), iniciada por una escaramuza entre Rodrigo Manrique y Enrique, príncipe de Asturias, vencieron los ejércitos unidos del rey Juan II de Castilla, del válido Álvaro de Luna y de los nobles a los ejércitos del rey Juan II de Aragón y Navarra. Pedro de Zúñiga acude a esta batalla llevado en litera por su vejez y heridas sufridas en las guerras con los moros al real del rey Juan II, acompañado por sus hijos Álvaro y Diego, quienes se destacaron en esta batalla. Besó la mano del rey y le ofreció su vida y estados y deseaba morir luchando por su causa.
Las tropas de los nobles, entre ellas las de Pedro, que lucharon al lado del rey Juan II, fueron desechas. A consecuencia de esta victoria, se procedió a una serie de repartos en favor de los partidarios del válido. Pero Pedro de Zúñiga perdió la tenencia del castillo de Burgos. Los descontentos de la reconciliación después de la batalla de Olmedo, el príncipe de Asturias, Enrique, el almirante de Castilla, Fadrique Enríquez, el conde de Benavente, Juan Alonso Pimentel y el conde de Plasencia, Pedro de Zúñiga, comienzan a juntar tropas en los primeros meses del año 1446. En la concordia de Astudillo del 14 de mayo de 1446 entre el rey Juan II y su hijo el príncipe de Asturias, Enrique IV, se convino compensaciones. Álvaro de Luna, Pedro de Zúñiga y su hijo Álvaro de Zúñiga firman alianza el 24 de enero de 1446. El rey Juan II contrajo su segundo matrimonio a la edad de 42 años con la princesa Isabel de Portugal a insinuación y negociación de su válido Álvaro de Luna. Las bodas se celebraron el 22 de julio de 1447 en Madrigal de las Altas Torres.
En el golpe de Estado de Záfraga, día de la reconciliación entre el rey Juan II y su hijo, el príncipe de Asturias, Enrique, ocurrido el 11 de mayo de 1448, fueron puestos en prisión varios nobles por orden del válido Álvaro de Luna, lo que significó una declaración de guerra a la nobleza. El 26 de julio de 1449 se formó la gran liga de los nobles en Coruña del Conde. Formaban esta liga el rey Juan II de Aragón y Navarra, el príncipe de Asturias, Enrique IV, el almirante de Castilla, Fadrique Enríquez, el conde de Plasencia, Pedro de Zúñiga, el conde de Benavente, Juan Alonso Pimentel, el conde de Haro, Pedro Fernández de Velasco, el marqués de Santillana, Íñigo López de Mendoza y otros nobles. En la Concordia de Palomares de octubre de 1449 se acordó devolver el castillo de Burgos al Pedro de Zúñiga. La reconciliación de Álvaro de Luna con la nobleza fue jurada en Tordesillas el 21 de febrero de 1451 y confirmada por el rey Juan II de Castilla el 10 de marzo de 1451.

### Caída del válido Álvaro de Luna, condestable de Castilla
En el verano del 1452 la enemistad entre el condestable Álvaro de Luna y el príncipe de Asturias, Enrique IV, volvió a ser crítica. El príncipe de Asturias reclamaba el gobierno para sí, pedía el restablecimiento de la liga de la nobleza y la devolución de los bienes a los aragoneses. Pedro de Zúñiga, conde de Plasencia, pasó a ser la cabeza de la liga de la nobleza. Álvaro de Luna trató de tomar Béjar y apoderarse de Pedro, pero uno de los fieles de Álvaro de Luna, Alonso Pérez de Vivero, reveló los planes del condestable y este fracasó. Pedro de Zúñiga toma la decisión de obrar en forma abierta y busca la ayuda del príncipe de Asturias, de los Velasco, de los Mendoza y de los Pimentel en la lucha contra el válido, Álvaro de Luna, ya ahora convertido en tirano. La liga de la nobleza intentó tomar Valladolid a principios de 1453 pero sin éxito. El rey Juan II de Castilla, convencido por la reina Isabel, estaba dispuesto a eliminar a su válido por medio de un Rey de Armas. El rey nombró a Diego López de Zúñiga y Navarra, gran guerrero, sobrino de Pedro, como su Rey de Armas. El válido y la corte deciden trasladarse a Burgos, donde el castillo pertenecía a los Zúñiga. La reina obtiene del rey un documento legalizando la rebelión de Pedro de Zúñiga y autorizando la prisión de Álvaro de Luna. Ésta orden fue enviada directamente de la reina Isabel a la condesa de Plasencia. Pedro hace que su hijo Álvaro se establezca con tropas en Curiel antes del 30 de marzo de 1453. Álvaro es insinuado en nombre del rey que acuda a Burgos. En la noche del 1 al 2 de abril Álvaro y sus soldados entraron en el castillo de Burgos. El rey, torturado por dudas y vacilaciones, firmó al fin el día 3 de abril la orden de prisión del válido y de sus partidarios. El 4 de abril de 1453 después de una lucha el válido y sus partidarios acabaron por rendirse en Burgos. El válido es encarcelado en la fortaleza de Portillo, bajo la custodia de Diego López de Zúñiga y Navarra. El rey Juan II ordena hacer el proceso al válido, que lo condena a muerte. La orden de ejecución la da el rey. Álvaro de Luna fue degollado, en la plaza mayor de Valladolid el 3 de junio de 1453.
Pedro fue el miembro más destacado de la oligarquía nobiliaria en el reinado de Juan II de Castilla.

## Vida señorial
A la muerte de su padre Diego en 1417 vino a heredarlo y fue segundo señor de Béjar, Miranda del Castañar, Cáceres, Trujillo, Curiel, Candeleda, la Puebla de Santiago, y otras villas más. Los vecinos de Béjar, representados por su consejo, dan por carta del 31 de octubre de 1417 pleito homenaje a Pedro, segundo señor de Béjar. Por cédula del 26 de octubre de 1426 el rey Juan II revoca a favor de Pedro, II señor de Béjar, el testamento de su padre Diego, I señor de Béjar, a causa de aquellas cláusulas de sucesión y partición del mayorazgo, por considerarlas ir en detrimento de la casa de Béjar. Pedro de Zúñiga y Pedro Manrique, adelantado mayor de León, conciertan el matrimonio de sus hijos Álvaro (su primogénito) con Isabel en enero de 1428. Los testimonios de las capitulaciones matrimoniales y del pago de la dote fueron otorgados el 25 de abril de 1431. Pedro tuvo que sustentar desde mayo de 1430 largo pleito civil con Enrique de Guzmán, II conde de Niebla, sobre la propiedad de la tierra de La Algaba, Sevilla. Por escritura del 6 de febrero de 1435 se da testimonio a la toma de posesión realizada en nombre de Isabel de Guzmán, III señora de Gibraleón, y su marido Pedro de Estúñiga, I conde de Ledesma, de varias heredades, torres, dehesas y otros bienes situados en Sevilla, Carmona (Sevilla), Palos de la Frontera (Huelva) y Purlena (Almería) que heredaron a la muerte de Elvira de Ayala, viuda de Alvar Pérez de Guzmán, II señor de Gibraleón, su padre. El obispo de Salamanca da absolución y dispensa por consanguinidad para el casamiento de Elvira de Zúñiga, hija de Pedro, con Juan Alonso Pimentel, conde de Mayorga, hijo de Rodrigo Alonso Pimentel, conde de Benavente por cédula de 31 de diciembre de 1433. Por carta de pago y juramento otorgada por mosén Diego de Bodillo el 6 de mayo de 1434 de cierta cantidad de dinero que recibió Juan Alonso Pimentel, conde de Mayorga, de parte de Pedro de Zúñiga, II señor de Béjar, por la dote de su hija Elvira se testó la obligación. Su esposa Isabel otorgó testamento el 17 de noviembre de 1435. Pedro otorgó escritura de arras, juramento y ratificación del mismo a favor de doña Aldonza de Avellaneda, Señora de Avellaneda y Aza para el matrimonio de su hijo Diego con la dicha Aldonza, con fecha 5 de agosto de 1439. El papa Nicolás V por carta apostólica del 12 de enero de 1447 confirma a Pedro la posesión de las tercias del arciprestazgo de Peñafiel, Valladolid, de la que su padre Diego gozaba. Pedro renuncia por carta de 1 de diciembre de 1450 a la alcaldía mayor de Sevilla a favor de su hijo Álvaro. El rey Juan II de Castilla por facultad real del 9 de agosto de 1453 concede licencia a Pedro y a su esposa Isabel para que puedan fundar mayorazgos de todos sus bienes. Pedro hizo construir su palacio en Plasencia en el castillo existente, conocido hoy en día como Palacio de Mirabel.

## Muerte y sepultura
Pedro otorgó su testamento fechado en Béjar el 11 de marzo de 1450 y codicilo en 1453. El rey Juan II, por cédula real del 26 de noviembre de 1453, confirma el testamento y codicilo.
Pedro falleció en su palacio de Valladolid en julio de 1453 y fue sepultado en la Iglesia del convento de la Santísima Trinidad de Valladolid, donde también fueron sepultados sus padres.El convento, que se ubicaba en la Plaza de la Trinidad de Valladolid, fue destruido en el siglo XIX durante la guerra de la Independencia (1808-1814).